# Johan Oscar Smith

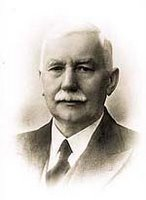
Johan Oscar Smith

Johan Oscar Smith (* 11. Oktober 1871 in Fredrikstad, Østfold, Norwegen; † 1. Mai 1943 in Horten, Vestfold, Norwegen) war ein norwegischer Marine-Unteroffizier und gilt als Mitbegründer der Brunstad Christian Church, einer evangelikalen Freikirche, die in Deutschland als Die Christliche Gemeinde (DCG) auftritt und deren Leiter er bis zu seinem Tod im Jahr 1943 war. 

## Leben
Smith wuchs in einem christlichen Elternhaus auf. Nach etwa sechs Monaten brach er die Mittelschule ab und diente als 15-Jähriger in Horten an Bord des Schiffes Ørnen (deutsch: Adler). Als 17-Jähriger ging er zur Marine, wo er den Dienstgrad eines Oberkanoniers erreichte (entspricht einem Stückmeister) und beinahe 40 Jahre lang diente. 
1898 hatte er mit 26 Jahren ein Bekehrungserlebnis und kam zu dem Bibelverständnis, das die Grundlage der Lehre der Brunstad Christian Church wurde. Anfangs besuchte er eine Methodistenkirche, wo er jedoch einen Mangel an geistlicher Nahrung empfand. Dann wurde Unteroffizier Theodor Ellefsen sein erster Anhänger. Später gründete Smith eine Gemeinde, unter anderem mit seinem Bruder Aksel Smith, einem Zahnarzt, und Elias Aslaksen. Aslaksen war nach dem Tod von Johan Oscar Smith hauptverantwortlich für die Gemeinde. Smith starb in seinem Haus in Horten nach einem Herzinfarkt in den frühen Morgenstunden des 1. Mai 1943. Seine Beerdigung war trotz entsprechender Einschränkung in Norwegen aufgrund der deutschen Besatzung während des Zweiten Weltkriegs die größte, die Horten je gesehen hatte.

## Bibliografie
- Johan Oscar Smiths etterlatte brev (Briefsammlung). Skjulte Skatters Forlag, ISBN 82-992592-1-5.